# آرپاد پراندلر
آرپاد پراندلر (مجاری: Prandler Árpád؛ ۲۳ فوریهٔ ۱۹۳۰ – ۵ فوریهٔ ۲۰۱۴) یک دیپلمات و قاضی اهل مجارستان بود. وی از سال ۲۰۰۶ تا ۲۰۱۳ از قاضیان دادگاه بین‌المللی کیفری یوگسلاوی سابق بود.